# Carl Seydel
Carl Seydel (Dresden, 14 de desembre de 1879 - Múnic, 7 d'agost de 1947), fou un tenor alemany.
Teòleg de formació, va debutar com a cantant el 1901 després de rebre classes particulars d'Emil Pinks a Leipzig. No seria fins anys després, però, que es dedicaria professionalment a la música, amb actuacions al Hoftheater d'Altenburg (1907- 1910) i al Gran Teatre del Liceu de Barcelona (1927 - 1939) interpretant Mime a l'òpera wagneriana de Siegfried, entre d'altres. Posteriorment, exercí de professor a Múnic.

## Cronologia d'algunes aparicions
- 1907-1910 Teatre de la Cort d'Altenburg
- 1910-1917 Teatre de la Cort de Hannover
- 1917-1920 Teatre de la Cort de Karlsruhe
- 1920 Òpera Estatal de Múnic
- 1927-1930 Barcelona Gran Teatre del Liceu[2]

Estrenes de l'òpera Òpera estatal de Múnic
- 15 de novembre de 1924 Don Gil von den grünen Hosen (Walter Braunfels)
- 21 d'abril de 1927 Das Himmelskleid (Ermanno Wolf-Ferrari)
- 5 de febrer de 1939 The Moon (Carl Orff)
- 19 de desembre de 1930 Die Gespenstersonate (Julius Weismann)
- 28 d'octubre de 1942 Capriccio (Richard Strauss)[2]

## Enregistraments
- Àlbum de la història de l'òpera de Múnic (2006).
- Vas cantar al Prince Regent Theatre = 100 anys d'aniversari (9 de setembre de 2006)